# Шалі
Шалі (чеч. Шела) — назва походить від річки Шел-Ахкі) — місто в Чечні, адміністративний центр Шалінського району.

## Географія
Розташоване в південній частині Чеченської рівнини, на річці Джалка (права притока Сунжи, басейн Терека), за 18 км від залізничної станції Аргун, за 36 км на південний схід від Грозного. Вузол автомобільних доріг. Загальна площа міста — 15 км².

## Історія
У XIX столітті Шалі був центральним та одним з найважливіших та великих аулів Великої Чечні, населення складало до 9 тис. жителів. Завдяки своєму центральному місцеположенню, аул служив під час війни збірним пунктом для військ Шаміля та взагалі для всіх більш великих партій, що вирушали для нападу на межі Росії, причому тут збиралися чеченці не лише Великої, але і Малої Чечні.
1825 року Шалі був одним із центрів руху, главою якого був Бейбулат. З появою Шаміля Шалі часто служив його тимчасовою резиденцією.
У 1944 році, після ліквідації Чечено-Інгушської АРСР, деякий час село мало назву — Межиріччя.
Перша чеченська війна 1994—1996 років принесла величезні збитки місту. Було вбито сотні людей, зруйновано будинки, паралізовано промисловість, транспорт, зв'язок, агропромисловий комплекс. Зокрема, лише в ході одного епізоду — бомбування касетними бомбами 3 січня 1995 року, загинули не менше 55 осіб.

## Релігія
- Мечеть «Гордість мусульман»

## Населення
Національний склад населення міста за даними Всеросійського перепису населення 2010 року:
| Народ      | Чисельність | %       |
| ---------- | ----------- | ------- |
| чеченці    | 43 018      | 90,17%  |
| росіяни    | 2 578       | 5,40%   |
| кумики     | 362         | 0,76%   |
| аварці     | 279         | 0,58%   |
| казахи     | 214         | 0,45%   |
| табасарани | 202         | 0,42%   |
| інші       | 1 015       | 2,13%   |
| не вказали | 40          | 0,08%   |
| всього     | 47 708      | 100,00% |

## Відомі уродженці
- Муслієва Тамара Магомедівна (нар. 1937) — ланкова колгоспу, Герой Соціалістичної Праці, депутат Верховної ради СРСР.
- Садаєв Заур Умарович (1989) — російський футболіст, нападник польського клубу «Лехія».
- Садулаєв Герман Умаралійович (1973) — письменник.
- Хаджиєв Саламбек Наїбович — бізнесмен, політик, нафтохімік, член-кореспондент РАН, академік РАН.

## Місто-побратим
- Дігора (Північна Осетія)